# Svällverk
Svällverk är ett verk i en piporgel.
Svällverket finns som regel bakom huvudverket, långt bak i orgeln, och är ofta större än till exempel ett bröstverk eller ett öververk. Ljudstyrkan regleras med svälltrampa. Svällaren ifråga bör dock ej förväxlas med en registersvällare, där själva trampan kan utformas som en "rullsvällare".